# Luka Janežič
Luka Janežič (14 de noviembre de 1995) es un deportista de Eslovenia que compite en atletismo. Ganó una medalla de oro en el Campeonato Europeo de Atletismo por Equipos de 2019, en la prueba de 400 m.